# Paul Dubois
Paul Dubois (ur. 18 lipca 1829 w Nogent-sur-Seine, zm. 23 maja 1905 w Paryżu) – francuski rzeźbiarz i malarz. Był rektorem Akademii Sztuk Pięknych w Paryżu.
W Nogent-sur-Seine znajduje się muzeum rzeźbiarzy Paula Dubois i Alfreda Bouchera.
Pochowany na cmentarzu Père-Lachaise w Paryżu.